# 德芬阿克泉 (佛罗里达州)
德芬阿克泉（英語：DeFuniak Springs），是美国佛罗里达州沃爾頓縣下属的一座城市。建立于1901年。面积约为29.1平方公里（约合11.3平方英里）。根据2010年美国人口普查，该市有人口5,177人。论人口在本州排行第211。